# ExpressJet Airlines
ExpressJet Airlines – amerykańska regionalna linia lotnicza z siedzibą w Atlancie, w stanie Georgia. Należy do SkyWest, które odkupiły je od linii lotniczych Continental Airlines. Linia operuje pod markami United Express (na rzecz United Airlines) i Delta Connection (Delta Air Lines). Jest jedną z największych regionalnych linii lotniczych.